# Melithaea valdiviae
Melithaea valdiviae is een zachte koraalsoort uit de familie Melithaeidae. De koraalsoort komt uit het geslacht Melithaea. Melithaea valdiviae werd in 1908 voor het eerst wetenschappelijk beschreven door Kükenthal. 